# Fernão Verdial
Fernão Verdial ist ein Osttimorese, der aus Ainaro stammt. Während der indonesischen Besatzungszeit (1975–1999) arbeitete er auf verschiedenen Posten für die Verwaltung der Besatzungsmacht.
Im September 1987 war er Chef der Provinzbehörde für Ackerbau und bewarb er sich für den Posten des Gouverneurs von Timor Timur, wie Osttimor in der Besatzung genannt wurde. Verdial erhielt aber im Rat der Volksrepräsentanten der Provinz (indonesisch Dewan Perwakilan Rakyat Daerah DPRD) nur drei Stimmen, ebenso wie der Dritte Assistent des Sekretär der Regionalverwaltung António Freitas Parada. Der Amtsinhaber Mário Viegas Carrascalão gewann mit 43 Stimmen.
Von 1989 bis 1994 war Verdial Regierungspräsident (Bupati) des Distrikts Aileu.